# فرودگاه مائوکه
فرودگاه مائوکه (به انگلیسی: Mauke Airport) یک فرودگاه همگانی با کد یاتا MUK است. این فرودگاه در شهر مائوکه کشور جزایر کوک قرار دارد.

## شرکت‌های هواپیمایی و مقصدهای پروازی
| شرکت‌های هواپیمایی | مقصدهای پروازی     |
| ----------------- | ------------------ |
| ایر راروتونگا     | میتیارو، راروتونگا |